# دينو ديانا
دينو ديانا (بالإيطالية: Dino Diana)‏ هو مبارز بالسيف إيطالي، (ولد في فيرونا في إيطاليا 1883  م).

## وصلات خارجية
- دينو ديانا على موقع أوليمبيديا (الإنجليزية)